# خيسوس غونزاليس دياز
خيسوس غونزاليس دياز (بالإسبانية: Jesús González Díaz)‏ (7 يناير 1994 بإشبيلية في إسبانيا - ) هو لاعب كرة قدم إسباني في مركز الدفاع. لعب مع Deportivo Aragón ‏.

## وصلات خارجية
- خيسوس غونزاليس دياز على موقع قاعدة بيانات كرة القدم.إي يو (الإنجليزية)
- خيسوس غونزاليس دياز على موقع Soccerway.com (الإنجليزية)
- خيسوس غونزاليس دياز على موقع AS.com (الإسبانية)